# Livezile, Mehedinți
Livezile là một xã thuộc hạt Mehedinți, România. Dân số thời điểm năm 2002 là 2035 người.